# Лавена Понте Треза
Лавѐна По̀нте Трѐза (на италиански: Lavena Ponte Tresa; на ломбардски: Lavena, Лавена) е градче и община в Северна Италия, провинция Варезе, регион Ломбардия. Разположено е на 275 m надморска височина. Населението на общината е 5747 души (към 2017 г.).